# Murdered Love
Murdered Love è l'ottavo album in studio del gruppo musicale statunitense P.O.D., pubblicato nel 2012.

## Descrizione
Il disco è stato registrato nel periodo 2011-2012 presso i Bay 7 Studios di Valley Village (California) e lo Sparky Dark Studio di Calabasas.
La pubblicazione dell'album rappresenta la ripresa della collaborazione del gruppo con Howard Benson, già produttore degli album The Fundamental Elements of Southtown e Satellite, pubblicati rispettivamente nel 1999 e nel 2001, che fecero conoscere il gruppo al grande pubblico.
Prima della pubblicazione del disco, tre brani sono stati resi disponibili in formato digitale gratuitamente: si tratta di due versioni di Eyez e di una demo di On Fire. Il singolo Lost in Forever (Scream) è stato inoltre pubblicato il 17 aprile 2012.
Vi hanno collaborato tra l'altro Jamey Jasta (Hatebreed), Sick Jacken (Psycho Realm) e Sen Dog (Cypress Hill).
Per quanto riguarda le vendite l'album ha debuttato alla posizione numero 17 della Billboard 200.
Un'edizione deluxe dell'album pubblicata nell'ottobre 2013 contiene due tracce aggiuntive, Burn It Down e Find a Way.

## Accoglienza
Murdered Love ha ricevuto giudizi generalmente positivi dalla stampa specializzata. Il sito Metacritic gli ha assegnato un punteggio medio pari a 58. Mikael Wood, autore della rivista Revolver, gli ha dato tre stelle e mezzo su cinque, sostenendo la buona qualità del materiale ed elogiando i "ritmi contagiosi" delle tracce. Robert Ham di Christianity Today ha dato all'album tre stelle, considerandolo "emozionante". Anche Christopher R. Weingarten di Spin ha dato tre stelle all'album, considerandolo "degno della colonna sonora di un film d'azione degli anni novanta".
Matt Collar di Allmusic diede all'album 4 stelle, sostenendo che le sue tracce erano "esempi oscuri e disturbanti di rock cristiano". Tony Cummings di Cross Rhythms diede all'album il punteggio massimo, considerandolo "incredibile". Magnus Altkula di Sputnikmusic diede all'album quattro stelle, considerandolo "solido" ed elogiando la capacità degli autori di essere ancora seguiti. Il disco ha ricevuto un giudizio simile da Lee Brown, autore della rivista Indie Vision Music.

## Tracce
Edizione standard

Testi di Sonny Sandoval, musiche di P.O.D.
1. Eyez (feat. Jamey Jasta) – 2:47
2. Murdered Love (feat. Sick Jacken) – 3:45
3. Higher – 3:22
4. Lost in Forever – 4:06
5. West Coast Rock Steady (feat. Sen Dog) – 3:05
6. Beautiful – 3:53
7. Babylon the Murderer – 4:19
8. On Fire – 3:44
9. Bad Boy – 3:18
10. Panic & Run – 3:16
11. I Am – 5:10

Tracce bonus nell'edizione deluxe

12.	"Burn It Down"	3:18

13.	"Find a Way"	2:53

14.	"Beautiful (Acoustic Version)"	3:57

15.	"West Coast Rock Steady (Acoustic Version)"	3:19

16.	"On Fire (Chris Blackwood Mix)"	3:39

17.	"Lost in Forever (Scream)"	4:05

## Formazione
- Sonny Sandoval - voce
- Marcos Curiel - chitarra
- Traa Daniels - basso
- Noah "Wuv" Bernardo - batteria

Altri musicisti
- Jamey Jasta - voce (Eyez)
- Sick Jacken - voce (Murdered Love)
- Sen Dog - voce (West Coast Rock Steady)